# Явара

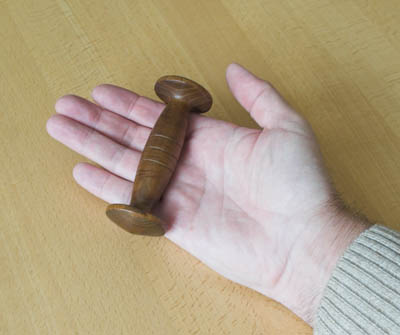
Явара

Явара або Явара-бо (яп. 柔), (англ. Yawara) — японський кастет для завдавання точкових ударів..
Явара-бо це короткий дерев'яний стрижень, використовуваний для тиску або ударів по чутливих точках («життєві точки», кю-шо) на тілі супротивника або для блокування ударів. На ділянці завдовжки приблизні від шести до восьми дюймів, на паличці вирізається рельєф, щоб її зручніше було тримати пальцями. Явара-бо зазвичай тримається в будь-якій руці, злегка виступаючи з обох кінців кулака. Явари давно відомі в Китаї і Японії. Під час використання явара використовуються різкі випади й переміщення, використовується кастет на різних рівнях, які передбачають суміщення ударів рук, ніг і всього тіла.
Перший символ, «Явара» означає «гнучкість» або «відхід». Той же самий знак також відомий як «дзю» в термінах, подібних «дзюдо» і " дзю — дзюцу ". Словам «явара» позначалися ранні стилі бою без зброї. Другий знак, «бо» просто означає «палиця». «Явара-бо» також часто згадується як «теноучи», що буквально означає «усередині руки».

## Концепція
Багато предметів, що стали в класичних японських військових мистецтвах зброєю, спочатку були звичайними предметами ужитку. Їх використовували прості люди у феодальній Японії. Оскільки городяни не мали право носити зброю, вони покладалися на «приховану» зброю. Для самооборони люди перетворювали у зброю речі, які були під рукою. Такі вироби часто згадувалися як «мікидзімо» (у буквальному перекладі «маленькі, завжди доступні речі»). Люлька для куріння тютюну, кришки каструль, і навіть декоративні шпильки іноді використовувалися для самозахисту.

## Історія
В Європі 17 ст. такого роду зброя, тобто кастети, також мали популярнісь серед учасників таємних аристократичних кланів. У цієї зброї було чимало різновидів: різного роду хитромудрих дорогоцінних перснів на пальцях у вигляді непомітного кастета, прихованих стилетів, що затискали між пальцями або ховали у ціпку. Але в чистому вигляді — як палички (кастети) — Явара використовували тільки в Китаї та Японії.
Походження цих предметів досі невідомо. Дуже часто зустрічається такий варіант історії про походження Явара: буддистським священикам і ченцям було заборонено носити зброю, тому вони використовували в бою те, що мали, наприклад, один із символів віри — ваджру (стилізоване зображення блискавки). Але, швидше за все, японський кастет зародився в середовищі мирян і прообразом його став звичайний важкий товкач, яким перетирають в ступі різні приправи і зілля. І дійсно, явара призначена скоріше для завдавання точкових потужних ударів, а не подряпин, що було б у випадку з ваджрою. Поступово форма кастета змінювалася: явара ставала більш тонкої і зручною для утримання в долоні, відрощувала додаткові шипи для фронтальних ударів або набувала замість округлих форм — загострені. Загалом, явара постійно розвивалася і удосконалювалася кожним користувачем під себе.
На Росії така зброя називалася «чижики» по аналогії з грою в «чижа», де чижиком називалася загострена палиця, яку відбивали гравці. Існували і інші назви. Наприклад, «чижик» проходив по спільно-руській класифікації як «закладка», разом з чавунними «чушками» і свинцевими «долоньками». У деяких кругах явара може бути відома як «царапка». Існували і інші закладки, замасковані під побутові предмети.

## Конструкція
Явара є циліндром (традиційно — дерев'яним, проте сучасні Явара найчастіше виготовляються з пластика) довжиною 10-15 см, діаметром не перевищує 3 см (трапляються й винятки). Під час використання явара затискається в долоню таким чином, що її кінці виступають за межі кулака. Явара є кастетом без захисту пальців, за допомогою якого завдають точкових ударів її торцевими частинами в нервові центри, сухожилля і зв'язки; успішно застосовується явара і для больових прийомів і захватів.

## Використання
Школи дзю — дзюцу часто використовували легко приховувану зброю, звані хибуки. «Хибуки» буквально означає «секретну зброю» або «приховану зброю». Одним з популярніших видів зброї була паличка — явара-бо, іноді іменована просто явара.
Багато стилів дзю — дзюцу викладають захисну і наступальну техніку, використовуючи явара-бо. Явара-бо може служити як основна зброя і допомагати в кидках і утриманнях. На відміну від багатьох інших видів класичної зброї, паличка явара-бо витримала випробування часом і досі застосовується для самооборони.
Явара-бо, перш за все, використовується для учи-ваза, або «техніки рук». Вона збільшує ефективність ударів і натиснень, але вона також дуже ефективна для уке-ваза, або «техніка блокування». Кінці палички концентрують силу удару в одній ділянці. Явара-бо може використовуватися для болючих ударів по м'яких тканинах або ударів по чутливих точках, що знешкоджують супротивника (супротивник втрачає свідомість).
Одночасні блоки і удари по м'язах рук можуть знерухомлювати кінцівки, ламаючи захват супротивника або вимушуючи його випустити зброю. Різкий удар по будь-якій кістці швидко охолодить запал практично будь-якого супротивника, адже при важкому, добре націленому ударі кастет може зламати кістку. Удари по м'язах за допомогою явара можуть завдати глибоких травм і тимчасову втрату рухливості. Деякі удари явара можуть пошкоджувати внутрішні органи та бути потенційно смертельні для супротивника.
Явара-бо також застосовується для больового контролю, що не залишає ніяких слідів на тілі. Біль зберігається тільки під час утримання, але як тільки супротивник звільнений — біль зникає. Це перетворює явара-бо на дуже ефективний інструмент для приборкання і управління, коли необхідно «заспокоїти» супротивника, а не травмувати його. Явара-бо пропонує додатковий вплив в багатьох видах осає-ваза, (технік утримання), а також кансецу-ваза (дія на суглоби), окрім того, явара-бо використовувалась у техніці дзиме-ваза (задушення).
Негнучкість дерев'яної зброї служить для збільшення тиску при застосуванні задушення або замкнення суглобів, роблячи відповідну методику ефективнішою і стійкішою до спроб супротивника звільнитися. Нарешті, явара-бо може використовуватися, щоб зачепити кінцівки супротивника при кидках (наге-ваза).

## Використана література
- Медведев А. Н. Как дрались в НКВД. — :ОНИЦ «Здоровье народа», 1993. — С. 119.
- Thomas J. Nardi, Ph. D. Явара: Попередник Куботана // журнал Black Belt. — 1989. — Т. 27, вип. август, № 8. — С. 50-53. — ISSN 0277-3066.